# Ernst Boris Chain
Ernst Boris Chain (ur. 19 czerwca 1906 w Berlinie, zm. 12 sierpnia 1979) – brytyjski biochemik. Wyodrębnił czystą penicylinę, za co w 1945 został uhonorowany (wraz z Alexandrem Flemingiem oraz Howardem Floreyem) Nagrodą Nobla.

## Życiorys
Jego ojciec wyemigrował z Rosji i mieszkał w Niemczech, gdzie był chemikiem i przemysłowcem. Po dojściu nazistów do władzy Ernest Boris Chain jako osoba pochodzenia żydowskiego opuścił Niemcy i przeniósł się do Anglii. Od 1935 roku wykładał patologię na Uniwersytecie Oksfordzkim. Mieszkając w Anglii podjął badania nad fosfolipidami. W 1939 roku dołączył do Howarda Floreya w badaniach nad odkrytą przez Fleminga penicyliną. Wspólnie z Floreyem odkrył skład chemiczny penicyliny. W 1945 roku otrzymał Nagrodę Nobla. W 1948 roku został członkiem Royal Society.